# Erika Richter (Dramaturgin)

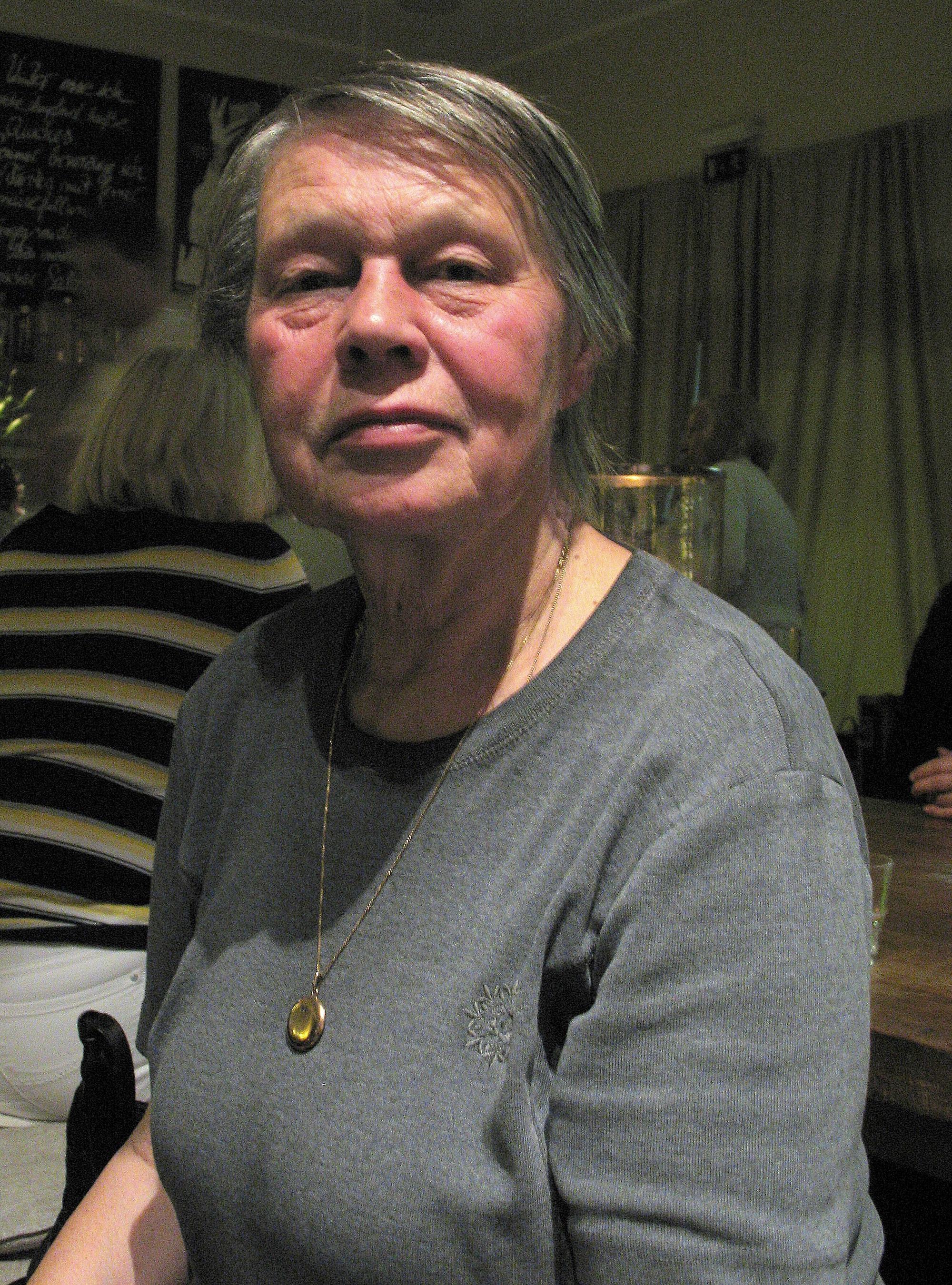
Erika Richter (2009)

Erika Richter (* 6. Januar 1938 in Aachen; † 24. August 2020) war eine deutsche Dramaturgin und Filmkritikerin.

## Leben und Werk
Erika Richter wuchs in Chemnitz auf. Sie studierte von 1956 bis 1960 Dramaturgie an der Hochschule für Filmkunst in Babelsberg. Nach dem Studium arbeitete sie für ein Jahr bei der Zeitschrift Deutsche Filmkunst. Danach folgte ein anderthalbjähriges Zusatzstudium am WGIK in Moskau, das sie gemeinsam mit ihrem Mann, dem Filmwissenschaftler und Maler Rolf Richter (1932–1992), unternahm.
Anschließend war sie als Redakteurin der Zeitschrift „film - Wissenschaftliche Mitteilungen“, nach 1965 genannt Filmwissenschaftliche Mitteilungen am Institut für Filmwissenschaft der Deutschen Hochschule für Filmkunst Potsdam-Babelsberg unter der Leitung von Heinz Baumert tätig. Gemeinsam mit ihm und Wolfgang Gersch publizierte sie die „schwarze Hefte“ genannten „film - Wissenschaftliche Mitteilungen“ (FWM), von dem Heft 2/1965 verboten wurde. Anschließend wurde Heinz Baumert fristlos gekündigt und die gesamte Arbeit des Instituts auf dem 11. Plenum des ZK der SED als theoretischer Unterbau für die verbotenen Filme gegeißelt. Erika Richter bekannte später über diese Zeit: „Wir haben geglüht“.
Von 1967 bis 1969 arbeitete sie als Deutschlektorin am Kulturzentrum der DDR in Kairo. Danach arbeitete sie bei den Filmwissenschaftlichen Beiträgen. Von 1971 bis 1975 schrieb sie an der Akademie für Gesellschaftswissenschaften beim ZK der SED an ihrer Dissertation zum Thema Alltag und Geschichte in DEFA-Gegenwartsfilmen der siebziger Jahre; 1975 wurde sie promoviert.
Von 1975 bis 1991 war sie als Dramaturgin beim DEFA-Studio für Spielfilme beschäftigt. Dort betreute sie unter anderem Projekte von Evelyn Schmidt (Seitensprung, 1979; Das Fahrrad, 1980; Auf dem Sprung, 1984), Lothar Warneke (Die Beunruhigung, 1981; Eine sonderbare Liebe, 1984; Blonder Tango, 1985), Rainer Simon (Jadup und Boel, 1981), Roland Gräf (Fariaho, 1982), Heiner Carow (Paule Panke, abgebrochen; So viele Träume, 1986; Coming Out, 1989; Verfehlung, 1991), Siegfried Kühn (Heute sterben immer nur die anderen, 1990; Die Lügnerin, 1991) und Herwig Kipping (Das Land hinter dem Regenbogen, 1991).
Sie bestärkte junge Filmschaffende, förderte Filme von Frauen und zeichnete in ihren Filmen ein Bild interessanter und starker selbstbewusster Frauen.
Als der Henschelverlag nach der Wende die Zeitschrift Film und Fernsehen in die freie Marktwirtschaft entließ, setzten Rolf und Erika Richter alles daran, das Blatt zu retten. Es erhielt ein sehr modernes Layout, neue Autoren konnten gewonnen werden und all jene Themen und Projekte standen im Mittelpunkt, die zu DDR-Zeiten tabuisiert worden waren. Zunächst monatlich, dann in unregelmäßigeren Abständen wurde Film und Fernsehen bis 1999 zur Plattform erregender Debatten zu Filmgeschichte und -gegenwart, auch zur Filmentwicklung in Ostdeutschland. Nach dem frühen Tod ihres Mannes 1992 kümmerte sich Erika Richter nicht nur weiter um die Redaktion der Zeitschrift, sondern auch um deren Finanzierung, was für jedes neue Heft ein Balanceakt war. Nicht selten setzte sie private Mittel ein, um den Druck der nächsten Ausgabe zu gewährleisten. Auf Dauer war das undenkbar; so dass die Zeitschrift 1999 eingestellt werden musste.
Nach ihrem Ende konnte ein Teil der Themen vom „Jahrbuch der DEFA-Stiftung“ aufgenommen werden, das zwischen 2000 und 2005 erschien und von Erika Richter zusammen mit Ralf Schenk und Claus Löser redigiert wurde.
Nebenbei kämpfte sie für den Erhalt des Berliner Kino „Babylon“, das in den 1990er-Jahren mehrfach vom Untergang bedroht war. Sie war kuratorisch im Auswahlkomitee des „internationalen forums des jungen films“ der Berliner Filmfestspiele tätig, schrieb Artikel in Büchern, Tageszeitungen und Zeitschriften, stand für Filmeinführungen, Diskussionen, Vortragsreisen fürs Goethe-Institut zur Verfügung. Ralf Schenk, der viele Jahre ihre Arbeit verfolgt hat, resümierte in seinem Nachruf, dass Erika Richter für die Filmentwicklung im deutschen Osten, aber auch für die filmhistorische Erinnerungsarbeit eine Institution war.
2003 wurde Erika Richter für ihr Lebenswerk die Berlinale Kamera verliehen. 2012 erhielt sie den Programmpreis der DEFA-Stiftung.
Erika Richters Nachlass befindet sich im Filmmuseum Potsdam.

## Filmografie (Auswahl)
- 1977: Das kürzere Streichholz. Dokumentarfilm über Hans Rodenberg (Szenarium gemeinsam mit Rolf Richter)
- 1979–81: Jadup und Boel
- 1980: Seitensprung
- 1981: Die Beunruhigung
- 1982: Das Fahrrad
- 1983: Fariaho
- 1984: Eine sonderbare Liebe
- 1985: Weiße Wolke Carolin
- 1985: Blonder Tango
- 1988: Ich liebe dich – April! April!
- 1988: Die Schauspielerin
- 1989: Die Besteigung des Chimborazo (und Statistenrolle)
- 1989: Coming Out
- 1990: Biologie! (und Statistenrolle)
- 1990: Rückwärtslaufen kann ich auch
- 1991: Heute sterben immer nur die andern
- 1992: Die Lügnerin

## Schriften (Auswahl)
- 1963–1965: film – Wissenschaftliche Mitteilungen. Zeitschrift. (Redaktion mit Heinz Baumert, Wolfgang Gersch). Institut für Filmwissenschaft der Deutschen Hochschule für Filmkunst Potsdam-Babelsberg
- 1974: Realistischer Film in Ägypten. Henschelverlag 1974
- 1976: Alltag und Geschichte in DEFA-Gegenwartsfilmen der siebziger Jahre. Hochschule für Film und Fernsehen der DDR, Potsdam
- Hochschule für Film und Fernsehen der DDR
- 1980: Das politische Kino von Souhel Ben Barka. Oder: Es gibt marokkanische Filme, aber keine marokkanische Filmkunst. (Mit Rolf Richter). In: Film im Aufbruch. Hochschule für Film und Fernsehen der DDR
- 1983: Ulrich Thein: Auf dem Weg zu einem volkstümlichen Film. In: DEFA-Spielfilm-Regisseure und ihre Kritiker. Teil 2 (Hrsg. Rolf Richter). Henschel-Verlag Berlin
- 1990–1992: Film und Fernsehen. Zeitschrift. (Hrsg. mit Rolf Richter). Berlin
- 1993–1999: Film und Fernsehen. Zeitschrift. (Hrsg.). Berlin
- 2000–2003: apropros Film. Jahrbücher der DEFA-Stiftung. (Redaktion mit Ralf Schenk). Verlag Das Neue Berlin (2000, 2001), Bertz + Fischer Verlag, Berlin (2002–2003)
- 2004–2005: apropros Film. Jahrbücher der DEFA-Stiftung. (Redaktion mit Ralf Schenk, Claus Löser) Bertz + Fischer Verlag Berlin
- 1967–2017: Auswahl von 26 Veröffentlichungen Erika Richters. In: Erika Richter. Liebe zum Kino. Festschrift der DEFA-Stiftung zum 80. Geburtstag Erika Richters. DEFA-Stiftung Berlin 2017

## Auszeichnungen
- 1989: Kunstpreis des FDGB im Kollektiv für Die Schauspielerin
- 2003: Berlinale Kamera
- 2012: Programmpreis der DEFA-Stiftung